# 柴田徹也
柴田 徹也（しばた てつや、1973年10月24日 - ）は音楽制作会社ユニークノートの代表取締役を務める作曲家。元カプコン所属のサウンドクリエイター。 

## 概要
1997年にカプコンへ入社。アーケード開発部門に配属され、ヴァンパイアシリーズ・パワーストーンシリーズなどのアーケード作品を担当。後に家庭用ゲームの作品を手掛けることとなり、デビルメイクライシリーズを代表にカプコンの20作以上のタイトルに関わる。
デビルメイクライシリーズのようなハードロック風の音楽を製作する一方、アウトモデリスタのようなジャズチックな音楽も得意としている。また、モンスターハンターシリーズなどではサウンドコーディネーターも務め、サウンドのレコーディングやプロデュースなどを行った。 
2009年にカプコンを退社し、青木佳乃と共にユニークノートを設立。 現在ではゲーム音楽だけでなく、テレビ・ラジオ・ミュージカルの作曲やアーティストの楽曲の編曲にも参加している。

## 略歴
幼少よりピアノを始める。関西大学法学部卒業。1997年4月1日にカプコン入社。同社のゲーム作品の音楽担当として活動を開始する。カプコン在籍時にはモンスターハンター、ヴァンパイアシリーズ・パワーストーンシリーズ・バイオハザードアウトブレイクシリーズなど、20作以上のタイトルに関わる。2009年には、作曲したデビルメイクライ4のテーマ楽曲"Out of Darkness"がアメリカ「G.A.N.G. award」のベストボーカル楽曲にノミネートされる。サウンドディレクター/プロデューサーとして、バイオハザード5やモンスターハンター3などの海外オーケストラレコーディングをプロデュース、2009年に東京芸術劇場にて「モンスターハンター5周年記念コンサート」を企画し、開催する。2009年6月30日、株式会社カプコン退職。同年7月1日に株式会社ユニークノートを設立する。

## 作品

### 代表的な曲
- Automodellista ~Staff Roll~（アウトモデリスタ）
- 3rd Time's the Charm（バイオハザード アウトブレイク）
- 目覚め（モンスターハンター）
- Devils Never Cry（デビルメイクライ3）
- Out Of Darkness（デビルメイクライ4）
- Shall Never Surrender（デビルメイクライ4）
- Hammerhead（ファイナルファンタジーXV）

### ゲーム
- ヴァンパイア セイヴァー The Lord of Vampire
- ヴァンパイア セイヴァー2 / ハンター2
- スターグラディエイター2
- パワーストーン
- パワーストーン2
- ストリートファイターZERO3
- MARVEL VS. CAPCOM 2 NEW AGE OF HEROES
- ヘビーメタル
- ヴァンパイア クロニクル for Matching Service
- アウトモデリスタ
- デビルメイクライ2
- モンスターハンター
- バイオハザード アウトブレイク
- デッドライジング
- デビルメイクライ3
- デビルメイクライ4
- バイオハザード5
- 勇者30
- 鋼の錬金術師 背中を託せし者
- PlayMemories
- 勇者30 SECOND
- オトメディウス エクセレント!
- アースシーカー
- 恋忍者戦国絵巻
- おしゃべりファーム
- Go!Go! Museum
- 私がお世話してあげる!
- ～実写恋愛ゲームIn Loveシリーズ “Memories Can’t Wait”
- ディーエムシー デビルメイクライ
- メルクストーリア[1]
- ロストランドタクティクス
- 大乱闘スマッシュブラザーズ for Nintendo 3DS / Wii U
- 神獄のヴァルハラゲート
- モンスターハンター メゼポルタ開拓記
- あんさんぶるスターズ!
- ノラガミ
- Monster Hunter Online
- Transformers Devastation
- X-OVERD
- UPPERS
- ラストピリオド
- ドラゴンプロジェクト
- Justice Monsters Five
- あんさんぶるガールズ!!
- ファイナルファンタジーXV
- CAT BUSTERS
- ファイナルファンタジーXV： Episode グラディオラス
- SKYOVER
- MONSTER OF THE DEEP: ファイナルファンタジーXV
- ファイナルファンタジーXV：ROYAL EDITION
- 大乱闘スマッシュブラザーズ SPECIAL
- GUN GRAVE G.O.R.E
- オリエント・アルカディア
- 下町ドリーム-心に染みる人情物語
- バイオハザード RE:4

### TVアニメ
- ニセコイ

### TVドラマ
- 東京センチメンタル

### アレンジ・リミックス
- acid android alcove/#1
- モンスターハンター10周年 コンピレーション・アルバム(セルフカバー)
- Devil May Cry HR/HM Arrange Album
- L'Arc〜en〜Ciel LIVE 2015 L'ArCASINO
- VAMPS LIVE 2017 UNDERWORLD
- 真・女神転生 DEEP STRANGE JOURNEY メモリアルアレンジトラックス

### ミュージカル
- 楽園

### ラジオ
- オールナイトニッポンモバイル